# 정한민
정한민(鄭翰旻, 2001년 1월 8일 ~ )은 대한민국의 축구 선수이며 포지션은 공격수이다. 현재 강원 FC 소속이다.

## 클럽 경력
FC 서울의 U-15팀인 오산중학교와 U-18팀인 오산고등학교를 졸업하고 2020 시즌을 앞두고 유스 우선지명 선수로 FC 서울에 입단하였다. 2020년 8월 7일에 열린 강원 FC와의 리그경기에서 프로 데뷔골을 기록했다.